# SN 1999df
SN 1999df – supernowa typu II odkryta 20 lipca 1999 roku w galaktyce CGCG274-026. W momencie odkrycia miała maksymalną jasność 18,20m.